# Jens Holger Schjørring
Jens Holger Schjørring (født 6. oktober 1942) er en dansk teolog og professor emeritus i kirkehistorie ved Aarhus Universitet. 
Han blev dr.theol. i 1979 og professor 1997.